# 韩塔
韩塔又稱白塔，是位於中華人民共和國上海市普陀區古浪路敦煌路路口的一座塔。有人聲稱韩世忠曾在附近駐軍，所以得名韩塔。韩塔本來是兩座塔的統稱，兩座塔分別為南塔和北塔，南塔位於杨家桥，北塔位於桃浦镇。

## 歷史
韩塔始建于南宋建炎四年（1130年）。1959年，被列为上海市文物保护单位，1966年撤销。文化大革命期間，南塔被毀，韩塔仅存北塔。1980年，韩塔被列为嘉定县文物保护单位。1992年，塔所在区域从嘉定县划归普陀区。2002年3月，韩塔的北塔倒塌（一說2000年受颱風派比安影響破败倒塌）；2003年9月，韩塔由上海市文物管理委员会修复。2006年，韩塔被列為普陀区文物保护单位。

## 北塔
北塔共有三层，六角形，内刻有砖刻观音像，高约4.5米，以及清雍正八年（1730年）《重修白塔记》和嘉庆二年（1797年）《重修厂头白塔记》两块砖碑。根據砖碑內容記載，此塔系当地佛教信徒所建。